# The Ummah
The Ummah var en hiphopproducenttrio som bestod av Ali Shaheed Muhammad, Q-Tip och den avlidne Jay Dee som bildades 1995 eller 1996 för att producera låtar för A Tribe Called Quest. Ali Shaheed Muhammad och Q-Tip hade producerat alla A Tribe Called Quests tidigare låtar och anlitade Jay Dee för att skapa The Ummah. De producerade sedan även för bland andra Busta Rhymes, Whitney Houston, The Brand New Heavies och Janet Jackson.

## Historia
Det började 1995 med att en gemensam bekant, Amp Fiddler, introducerade Jay Dee, som då endast var med i hiphopgruppen Slum Village, för Q-Tip. Q-Tip bjöd in Jay Dee att producera låtar i deras musikstudio i New York, eftersom Jay Dee bodde i Detroit. Året efter släpptes A Tribe Called Quests fjärde studioalbum Beats, Rhymes and Life där The Ummah producerat alla låtar utom "The Hop".

## Diskografi
Studioalbum
- 1996 – Beats, Rhymes and Life (A Tribe Called Quests tredje studioalbum)
- 1998 – The Love Movement (A Tribe Called Quests fjärde studioalbum)
- 1999 – Amplified (Q-Tips debutalbum)